# Khaled Drareni
Khaled Drareni (en arabe : خالد درارني), né le 10 mai 1980, à El Biar en Algérie, est un journaliste algérien et militant pour la liberté de la presse. Il est depuis le 28 avril 2022 le représentant de l'ONG Reporters sans frontières pour l'Afrique du Nord. Il est arrêté et incarcéré par les autorités algériennes le 7 mars 2020 après avoir couvert des manifestations du Hirak, puis jugé et condamné à trois ans de prison ferme le 10 août 2020 pour « incitation à attroupement non armé et atteinte à l'intégrité du territoire national ». Sa condamnation est confirmée en appel, bien que réduite à deux ans, en septembre 2020. Il est libéré le 25 février 2021, et après cassation du jugement en mars, un nouveau procès est attendu. Il est finalement condamné à 6 mois de prison avec sursis en mars 2022.

## Biographie
Après des études en droit et en sciences politiques à Alger[réf. nécessaire], Khaled Drareni entame sa carrière de journaliste dans la presse écrite en 2006. Il est rédacteur pour le service international dans les  journaux La Tribune puis Algérie News. À ce titre, il effectue de nombreux reportages notamment en Russie, aux États-Unis où il a couvre l’élection de Barack Obama et au Liban pendant le conflit meurtrier entre le Hezbollah et Israël, avant de passer par la radio publique : à Radio Algérie Internationale d’abord où il présente le journal de 20h30 puis au sein de la Chaîne 3 comme présentateur des journaux parlés du matin aux côtés notamment de Ahmed Lahri et de Mahdia Selmi.
À partir de 2012, après huit années de journalisme, Khaled Drareni travaille pour la chaîne de télévision Dzaïr TV. Il précise son objectif : « Ma mission était de créer et de diriger le service français en toute liberté ». Il anime notamment des débats politiques avec l'émission principale de la chaîne Controverse. L'émission, est suspendue le 2 avril 2014. Il intègre alors le groupe médiatique Echourouk, qu'il quitte au début de l'année 2019 pour protester contre le soutien de la chaîne à un cinquième mandat pour le président Abdelaziz Bouteflika. Il est le fondateur et directeur éditorial du site Casbah Tribune, le correspondant à Alger de l’ONG Reporters sans frontières et travaille pour la télévision francophone TV5 Monde. Son fil Twitter est suivi par près de 180 000 abonnés. Il anime régulièrement l'émission Café Presse Politique avec Ihsane El Kadi sur Radio M.

## Hirak et ses impacts
Depuis le début des manifestations du Hirak en février 2019, Khaled Drareni a été convoqué ou arrêté, quatre fois, afin de répondre à des questions, concernant ses activités journalistiques. Le 7 mars 2020, Khaled Drareni est de nouveau arrêté et placé sous contrôle judiciaire après avoir filmé une manifestation. Il est accusé « d'incitation à attroupement non armé et d'atteinte à l'intégrité du territoire national ». Il est relâché dans un premier temps mais reste sous contrôle judiciaire. L’ONG Reporters sans Frontières adresse une lettre ouverte au Président Abdelmadjid Tebboune, lui demandant d'« intervenir immédiatement pour que soit mis fin à des poursuites abusives, attentatoires à la liberté de la presse » . Le 29 mars, Khaled Drareni est placé sous mandat de dépôt à la prison d'El-Harrach à Alger. Le 31 mars, il est déplacé à la prison de Koléa.

### Condamnation
Le 3 août 2020, le parquet algérien réclame quatre ans de prison ferme contre Khaled Drareni et ses deux co-accusés, Samir Benlarbi et Slimane Hamitouche, deux figures du Hirak. Le procureur du tribunal de Sidi M’Hamed requiert également une lourde amende à l’encontre des trois accusés, ainsi que la privation de leurs droits civiques. Malgré un dossier vide, il est condamné le 10 août à trois ans de prison ferme ainsi qu'à une amende de 50 000 dinars. Samir Benlarbi et Hamitouche sont eux condamnés à deux ans de prison avec sursis dont quatre mois ferme,.
Des rassemblements de soutien devant la Maison de la presse à Alger ont été organisés les 24 et 31 août pour exiger sa libération.
Le 15 septembre 2020, journée internationale de la démocratie, Khaled Drareni est condamné en appel à deux ans de prison ferme et 200 000 dinars d'amende.
Alors que théoriquement, les journalistes sont protégés de l'emprisonnement en raison de leur statut, la peine a pu être prononcée, la qualification de journaliste lui ayant été refusée au motif qu'il ne détenait pas une inexistante carte de presse,.

### Réactions
Cette condamnation est dénoncée en Algérie par Mohcine Belabbas, le président du RCD, dénonçant « une instrumentalisation de la justice dans la gestion des conflits politiques et contre le comportement citoyen », ainsi que par le Parti des travailleurs
La peine prononcée fait l'objet de vives condamnations par un collège d'experts indépendants de l'ONU, qui réclame sa libération. Le collège met en avant que le journaliste ne faisait que son travail, et que « les accusations portées contre lui constituent une violation flagrante de la liberté d’expression, de la réunion pacifique et d’association ». Amnesty International appelle aussi à sa libération « ainsi que celles des personnes détenues pour avoir osé faire état des violences policières et des arrestations arbitraires pendant les manifestations », évoquant une parodie de justice. La directrice de la zone Moyen-Orient et Maghreb  s'inquiète de la dérive répressive visant « les journalistes et les militant·e·s qui ont réclamé davantage de démocratie et le respect de l’état de droit en Algérie ».
En octobre 2020, une bâche géante de plus de 300 m2 représentant le visage souriant de Khaled Drareni est déployée sur la façade d’un immeuble à Paris. Cette œuvre, en hommage au journaliste, a été réalisée par l’artiste urbain C215 à l’initiative de RSF.

### Libération
Le 19 février 2021, soit trois jours avant le deuxième anniversaire de la première manifestation Hirak algéroise, Khaled Drareni est libéré sous conditions par la cour d'appel en même temps que 32 autres prisonniers, dans le contexte de l'annonce d'une grâce présidentielle. Il s'agirait selon son avocat d'une mesure de liberté provisoire, dans l'attente d'une décision de la Cour suprême le 25 février sur son pourvoi en cassation. Le 25 mars 2021, son pourvoi en cassation est accepté, et la Cour suprême casse le jugement. Khaled Drareni doit être rejugé à une date restant indéterminée. Il est finalement condamné à 6 mois de prison avec sursis le 3 mars 2022.

### Élections législatives de 2021
Le 10 juin 2021, à deux jours des élections législatives anticipées en Algérie, Khaled Drareni est interpellé par des éléments de la Direction générale de la sécurité intérieure (DGSI), aux côtés du journaliste Ihsane El Kadi, directeur de Radio M et du site Maghreb Émergent.
Ils sont relâchés dans la journée du 12 juin après une détention de 30 h à la caserne Antar des services de renseignements. Khaled Drareni détaille qu'il a été interrogé sur sa rencontre avec les journalistes français venus en Algérie couvrir les élections législatives, sur les financements dont il disposait, ses rapports avec les organisations MAK et Rachad, sur ses rapports avec Mohamed Larbi Zitout, Amir Dz et le journaliste Abdou Semmar. Les enquêteurs lui ont également demandé s’il était en train d’enquêter sur la vie privée du ministre algérien de la Communication Ammar Belhimer.

### Nomination à RSF
Reporters sans frontières (RSF) a annoncé le 28 avril 2022 la nomination de Khaled Drareni comme Représentant de l’organisation pour l’Afrique du Nord. Le journaliste aura pour missions principales de développer le plaidoyer public et rédactionnel dans la région, et de suivre des dossiers sensibles relatifs aux violations de la liberté de la presse dans les six pays concernés, à savoir la Mauritanie, le Maroc, l’Algérie, la Tunisie, la Libye et le Soudan.

### Rencontre avec le président algérien
Lors de la célébration de la Journée mondiale de la liberté de la presse, le 3 mai 2023, le président Abdelmadjid Tebboune organise une cérémonie en l'honneur des journalistes algériens au CIC d'Alger. Khaled Drareni, représentant de Reporters sans frontières (RSF) en Afrique du Nord, est invité par la présidence et  remet une lettre officielle de son organisation au président appelant à la levée des restrictions et à la libération de Ihsane El Kadi. Khaled Drareni précise dans un  tweet : « En ma qualité de représentant de Reporters sans frontières (RSF) en Afrique du Nord, je serai porteur aujourd’hui d’une lettre officielle de mon organisation au président de la République, dans laquelle nous appellerons à la levée des restrictions, à l'arrêt des atteintes et à la libération de Ihsane El Kadi. Nous ferons en cette occasion un plaidoyer public et institutionnel dans lequel figure une série de demandes et de recommandations en ce qui concerne la situation de la presse en Algérie ».

### Interdiction de sortie du territoire national
Le 8 mai 2023, alors qu'il souhaite se rendre à Madrid, Khaled Drareni apprend qu'il est encore sous le coup d'une interdiction de sortie du territoire national (ISTN) ; il indique que cette interdiction, émise en 2020, est valable trois mois et renouvelable une fois.

## Distinction
Alors qu’il était en prison, Khaled Drareni s’est vu décerner en octobre 2020 le Prix spécial du jury des Assises internationales du journalisme de Tours pour « son professionnalisme et sa rigueur dans la couverture du Hirak en Algérie ».

## Famille
Khaled Drareni est le fils de Sid Ahmed Drareni, un ancien combattant pendant la Guerre d’Algérie et membre du MALG, le service de renseignements du FLN, et le neveu de Mohamed Drareni, un des fondateurs du syndicat l’Union générale des travailleurs algériens, mort au combat au cours de l’année 1957.